# Hygrochroa paraguayana
Hygrochroa paraguayana är en fjärilsart som beskrevs av William Schaus 1927. Hygrochroa paraguayana ingår i släktet Hygrochroa och familjen silkesspinnare. Inga underarter finns listade i Catalogue of Life.